# (209149) Chrismackenzie
(209149) Chrismackenzie est un astéroïde de la ceinture principale.

## Description
(209149) Chrismackenzie est un astéroïde de la ceinture principale. Il fut découvert le 29 septembre 2003 à l'observatoire d'Apache Point par le programme Sloan Digital Sky Survey. Il présente une orbite caractérisée par un demi-grand axe de 2,52 UA, une excentricité de 0,15 et une inclinaison de 2,4° par rapport à l'écliptique.

## Compléments